# Della Vittoria

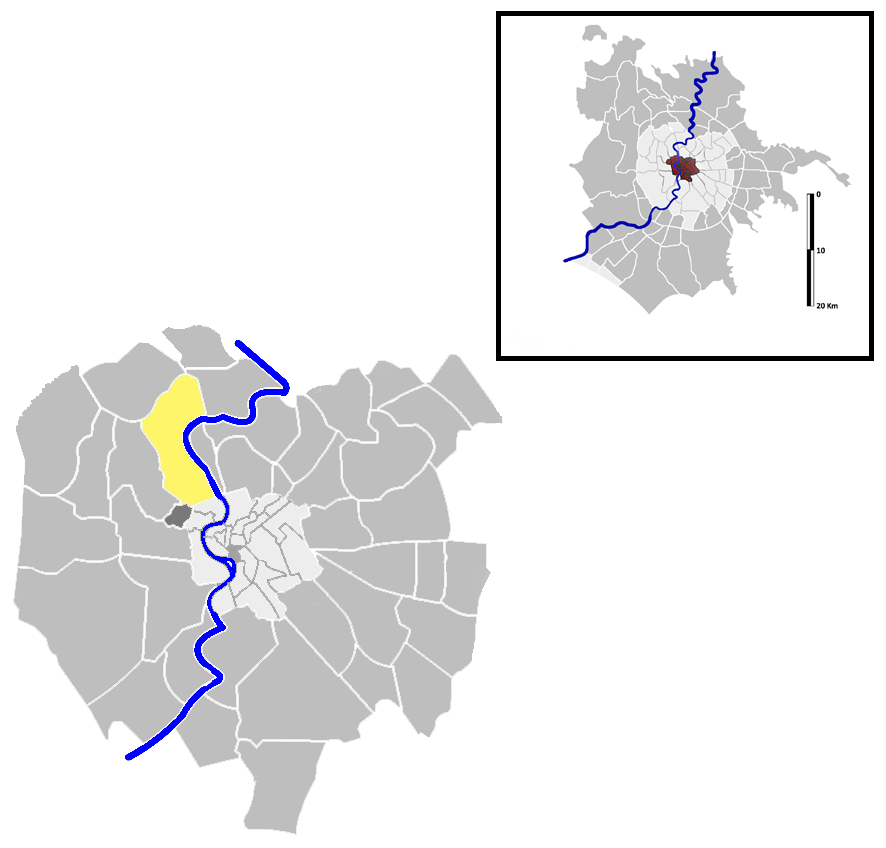
Localisation de Della Vittoria sur la carte administrative de Rome.

Della Vittoria est un quartiere (quartier) situé à l'ouest de Rome en Italie prenant son nom de l'issue victorieuse pour l'Italie lors de la Première Guerre mondiale. Il est désigné dans la nomenclature administrative par Q.XV et fait partie du Municipio XVII et XX. Sa population est de 39 375 habitants répartis sur une superficie de 6,167 8 km2.

## Géographie
Della Vittoria jouxte le nord de la cité du Vatican.

## Historique
Della Vittoria fait partie des 15 premiers quartiers créés à Rome en 1911, alors sous le nom de Milvio, et officiellement reconnu en 1921. Après la Première Guerre mondiale le quartier est rebaptisé Della Vittoria.

## Lieux particuliers
- Parc du Monte Mario (Observatoire astronomique de Rome...)
- Longeant le Tibre, ce quartier possède de nombreux ponts fameux de la ville comme le Pont Milvius, le Pont du Duc d'Aoste, le Pont du Risorgimento, ou le Pont Giacomo Matteotti.
- Palais Farnesina, abritant le Ministère des Affaires Etrangères
- Cour des comptes (Italie)
- Palais de la Radio
- Institut universitaire de sciences motrices
- Musée de la physique et des sciences naturelles de Mamiani
- Foro Italico avec le Stadio Olimpico, le Stade nautique olympique, le Stadio dei Marmi, le Stadio del tennis di Roma
- Basilique Sacro Cuore di Cristo Re
- Église Gran Madre di Dio de Rome
- Église Madonna del Rosario
- Église Santa Lucia
- Église Santa Chiara a Vigna Clara
- Église Santa Maria Regina Apostolorum
- Église San Francesco d'Assisi a Monte Mario
- Église San Gabriele Arcangelo
- Église San Lazzaro